# 千早城

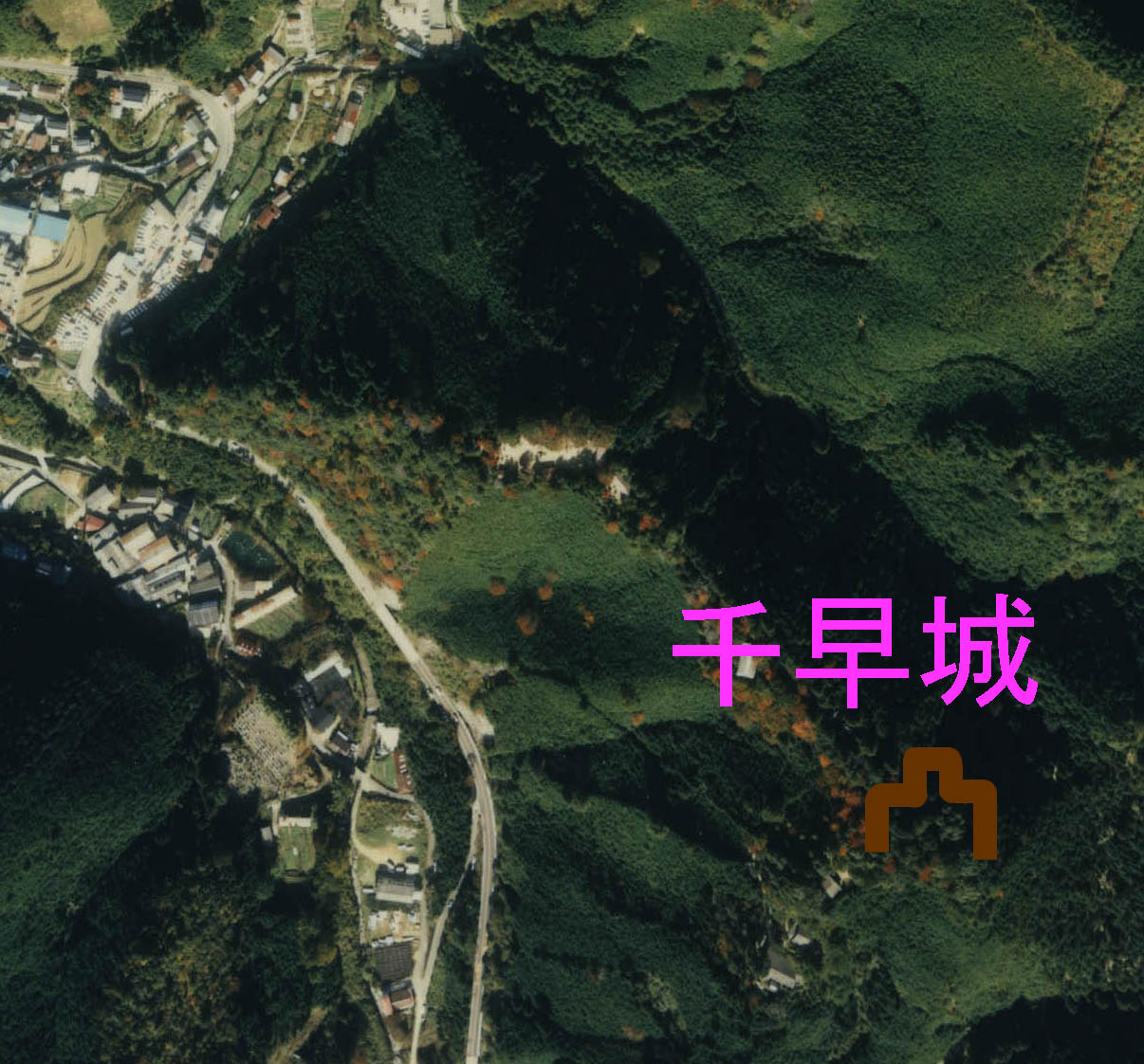
千早城と周辺地域の空中写真/

千早城（ちはやじょう）は、大阪府南河内郡千早赤阪村大字千早にあった日本の城。国の史跡に指定されている。鎌倉時代末期より南北朝時代に存在した楠木正成・築城の城である。四方を絶壁に囲まれ要塞堅固を誇ったといわれる連郭式山城である。金剛山城。楠木七城の一つ。

## 概要
千早城は、大和国五条と河内国大ケ塚・富田林を結ぶ最短ルートとして、昔から交通、軍事の要衝であった千早街道から登りつめた金剛山より西にある一支脈の先端に築かれた山城で、楠木氏の詰め城である。城は、周囲が約4kmで千早川の渓谷を利用し、北には北谷、南東には妙見谷、東は風呂谷があって、四方の殆どを深い谷に囲まれ、城の背後のみが金剛山の山頂に連絡する要害の地である。金剛山の山頂は標高1125m、城の最高所の標高は673m、比高は175mとなっている。北条軍を引き受け、楠木正成が奇策を用いた攻城戦の舞台となった。

## 沿革

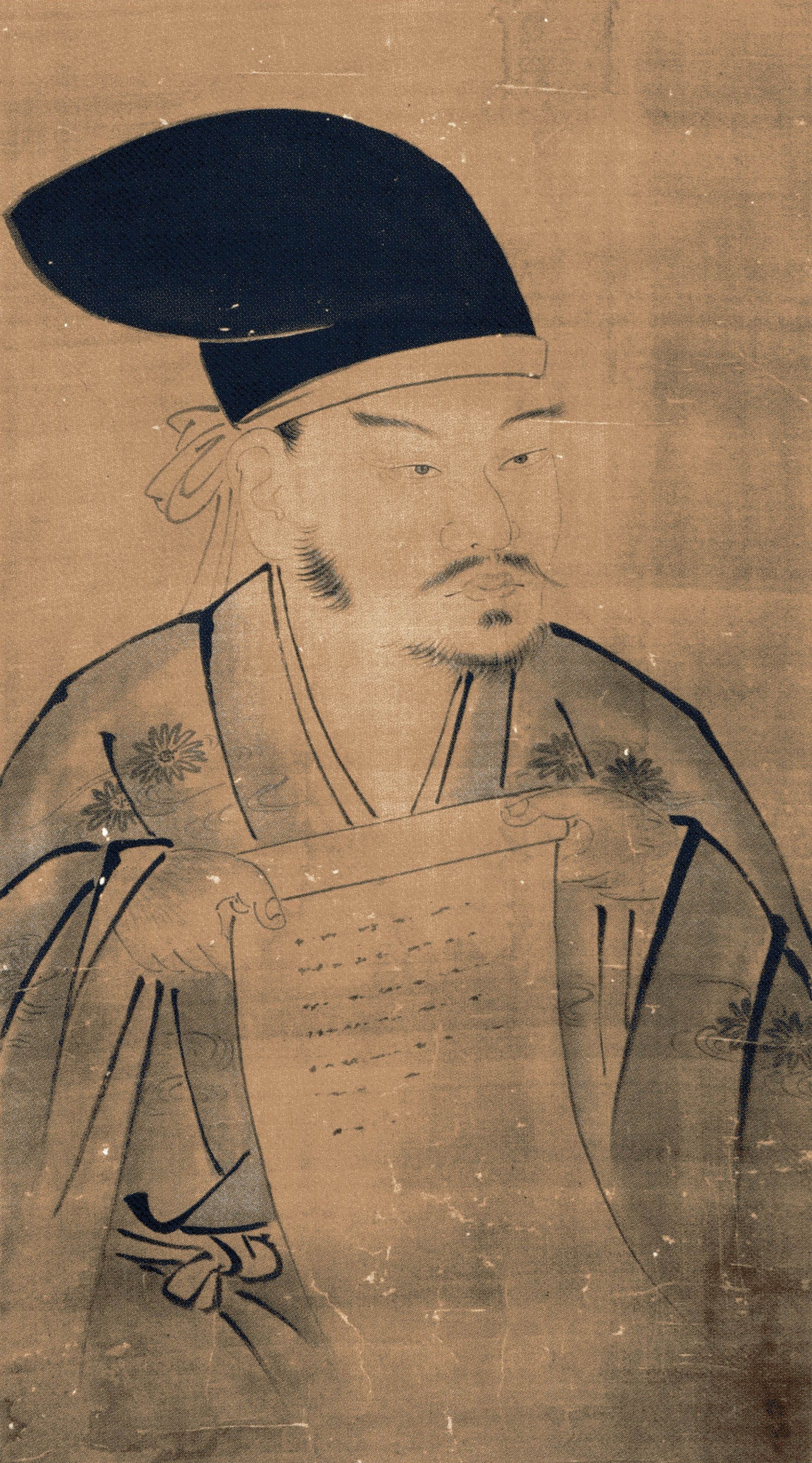
楠木正成画像/楠妣庵観音寺蔵、伝狩野山楽筆

楠木正成は2つからなる城を持っており、下赤坂城が前衛の城、本城が上赤坂城とされる。下赤坂城は急造の城であるため、長期戦は不可能と考えた楠木正成は、下赤坂城に1331年（元弘元年、元徳3年）10月21日夜、自ら火を放ち鎌倉幕府軍に奪わせた。鎌倉幕府は下赤坂城の大穴に見分けのつかない焼死体を20-30体発見し、これを楠木正成とその一族と思い込んで同年11月に関東へ帰陣した。1332年（元弘2年、正慶元年）4月、楠木正成は下赤坂城を奪い返し、鎌倉幕府方の湯浅宗藤を帰順させることに成功した。
赤坂城の詰めの城として千早城をその背後の山上に築いた。楠木正成は金剛山一帯に点々と要塞を築きその総指揮所として千早城を活用し、下赤坂城、上赤坂城、千早城の3城で鎌倉幕府軍と対峙し、上赤坂城には平野将監、楠木正季以下300兵を守備隊とした。
1333年（元弘3年、正慶2年）2月2日、まずは上赤坂城で戦いが始まり、善戦したが鎌倉幕府軍に水の手を切られ、平野将監が降伏の意を伝えた後も数日持ちこたえたが、楠木正季が千早城に退却すると、同年2月27日に落城、千早城への出軍を命じた。

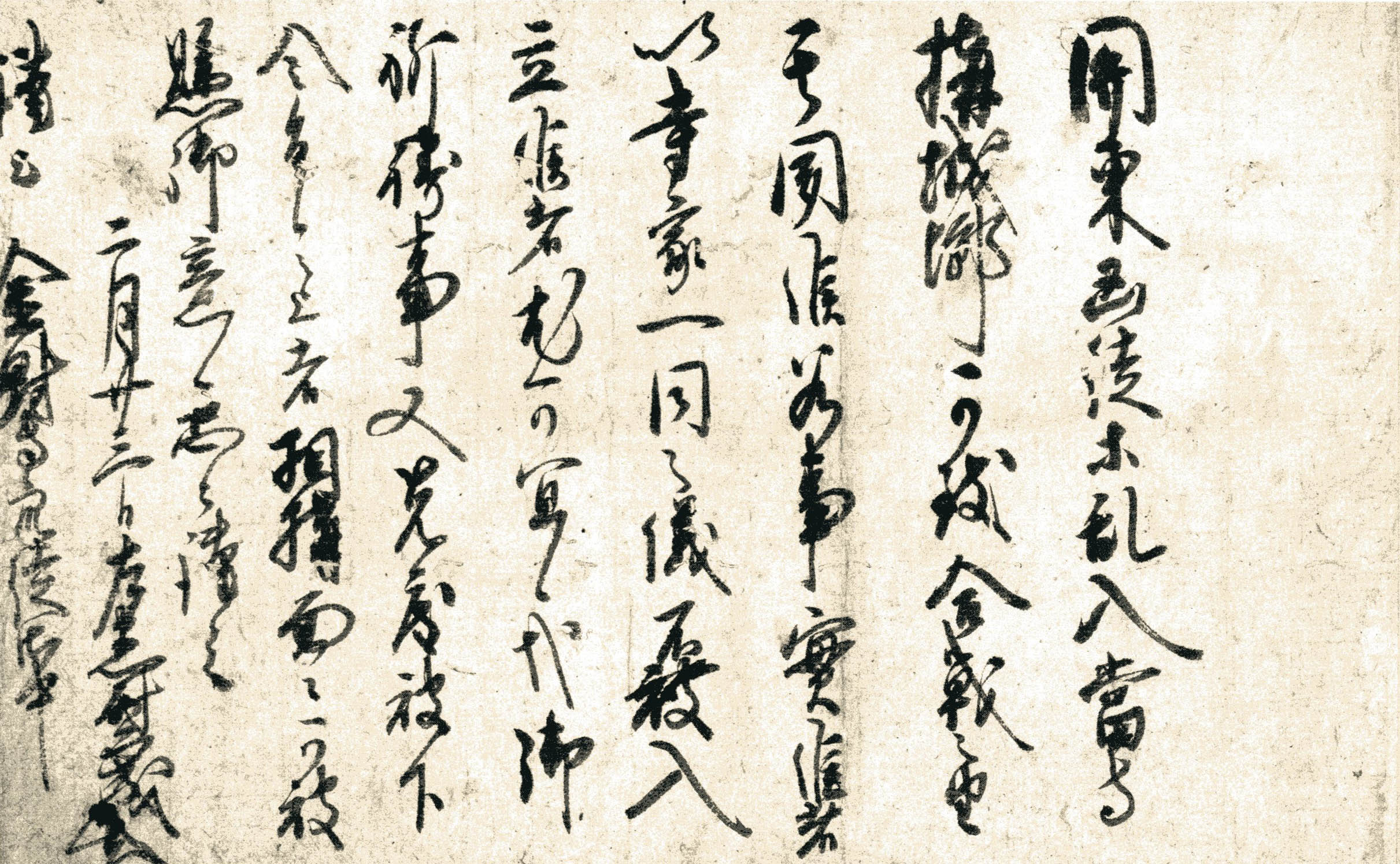
金剛衆徒宛書状（重要文化財指定）/金剛寺蔵

このような中、楠木正成は上赤坂城での戦いのさなか2月23日に、金剛寺へ書状を送っていた。内容は鎌倉幕府軍が寺内に乱入して、城郭を構えるという風評があるので、怠りなく防備し、団結して戦ってほしいとし、護良親王の令旨に従って関東調伏の祈禱に励む、つまり戦勝祈願するように丁重に依頼している。金剛寺は千早城から西へ約10kmに位置し、楠木正成とのかかわりが深く南北朝時代には南朝方の勅願寺として重要な拠点となっていた。
鎌倉幕府軍は千早城へ百万とされる軍を向け、これを攻撃した。籠城側・楠木軍は僅か千人足らずで守ったとある。｢城の四方ニ三里が間は見物相撲の場の如く、打井んで尺寸の地をも余さず充満せり｣(『太平記』)とあり数十倍の大軍が千早城に押し寄せて来た様子がうかがえる。
上赤坂城で勝利した鎌倉幕府軍は、ろくに陣も構えず、我先にと攻城した。千早城では櫓より大石を投げ落とし応戦し逃げ惑う兵に矢と飛礫が降りそそぎ、谷底に死体の山がうず高く重なった。
「長崎四郎左衛門尉、軍奉行にてありければ、手負死人の実検をなしけるに、執筆十二人昼夜三日が間筆をも置かず詿けり」（『太平記』）

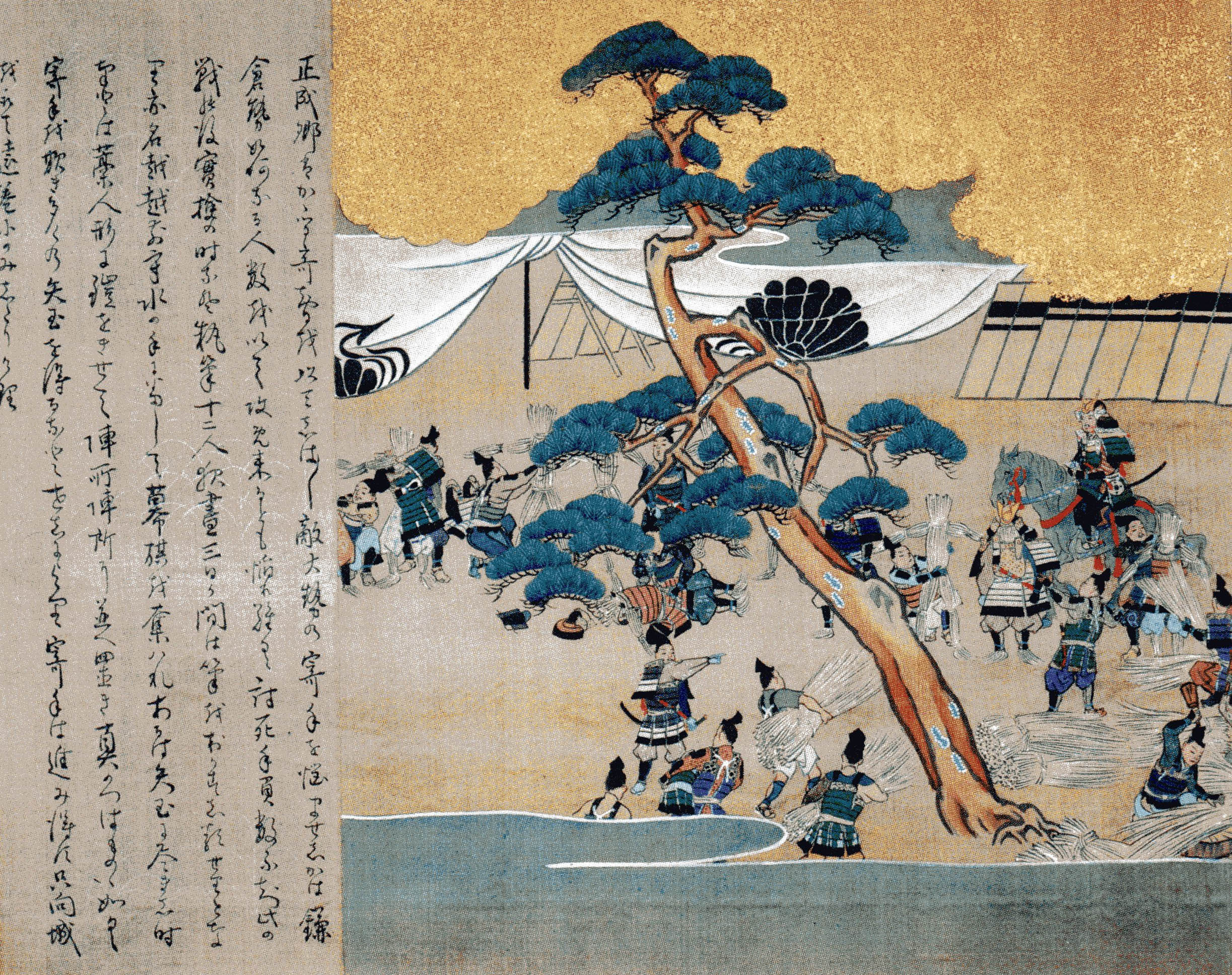
『大楠公一代絵巻』（千早城内でわら人形を作っている光景）/楠妣庵観音寺蔵、土佐光成筆

とあり書記12名が昼夜3日間死者の数を確認するのに筆が離せなかったほどと言われている。
鎌倉幕府軍は、上赤坂城の例にならい水源を断ち持久戦に切り替えたが、城内には大木をくり抜き300もの木船が水もたたえており、食料も十分蓄えていた。長引く籠城戦で士気に緩みが見えてくると、楠木正成はわら人形を20-30体作らせ、甲冑を着せ弓や槍を持たせた。その人形を夜のうちに城外の麓に並べ、後ろに兵500を潜ませ、夜明けになると鬨の声をあげさせた。鎌倉幕府軍は決死の攻撃と思いこみ攻め寄せた為、兵500は矢を放ちながら徐々に城内に引き上げた。鎌倉幕府軍がわら人形に到達した所を見計らい、大石を投げ落とし、300名が即死、500名が負傷した。

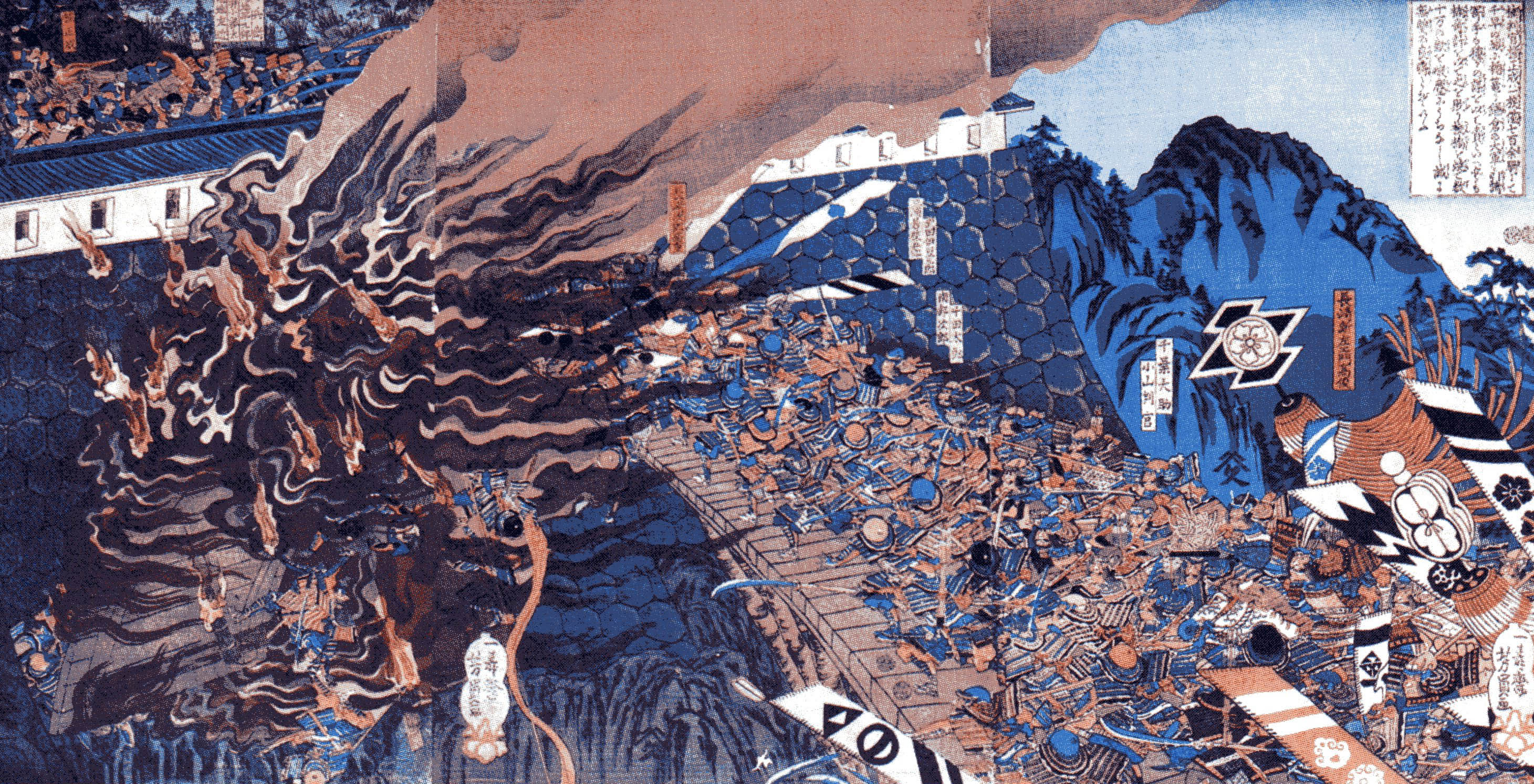
千早城合戦図（長梯子の計の場面が描かれている）/湊川神社蔵、歌川芳員画

鎌倉幕府軍の持久戦に対して、同年3月4日に鎌倉より厳しい下知が届き、将士を督励することになった。そこで鎌倉幕府軍は近くの山より城壁ヘ橋を掛けて一気に攻め上ろうとした。京都より大工衆500余人を呼び集め、巾15尺（4.5m）、長さ100尺（300m）の橋を造り、大縄をつけて城内へ殺到した。楠木正成は、かねてより用意していた水鉄砲の中に油を入れ橋に注ぎ、それに松明を投げた。城内にたどり着こうとしていた兵は後ろに下がろうとしても後陣が続いており、飛び降りようにも谷深く、もたもたしていると橋けたの中ほどより折れ、数千名が猛火に落ち重なって火地獄になったと太平記に記載されている。太平記以外の史料に「長梯子の計」の記述が無いことから信憑性に疑問があるが、本丸の北側の渓谷は谷が深く、北谷川上流の風呂谷には「懸橋」という地名が残っていることから、太平記には誇張があるにしても実際に実行されたと考えられると指摘されている。
千早城へ釘付けになっている幕府軍の間隙を縫い、後醍醐天皇（先帝）が3月23日（閏2月24日か？）に隠岐国の配所を脱出、討幕の綸旨を全国に発し、これに播磨国赤松則村、伊予国河野氏、肥後国菊池武時が蜂起すると、千早城を囲んでいた守護が相次いで帰国した。関東において挙兵した新田義貞は、手薄となった鎌倉を攻め、鎌倉幕府は滅亡することとなる。鎌倉幕府が滅亡するのは100日戦争（千早城の戦い）が終了した12日後のことであった。
建武の新政以後、南朝方の楠木氏の居城となり城主は楠木正行、楠木正儀そして楠木正勝と続いていた。しかし、南北朝時代末年となる1392年（明徳3年）正月楠木正勝の時に北朝方の畠山基国に攻められ千早城は落城し、61年に及ぶ歴史に幕を閉じた。

### 近現代
- 1914年（大正3年）8月9日、伏見宮家の博義王が御成り。城址にお手植え[2]。
- 1928年（昭和3年）4月8日、久邇宮邦彦王と俔子妃が御成り[3]。
- 1932年（昭和7年）
  - 10月2日、高松宮宣仁親王が御成り[3]。
  - 11月1日、久邇宮朝融王が御成り。城址に松をお手植え[3]。
- 1934年（昭和9年）3月13日、国の史跡に指定された。
- 1989年（平成元年）、大阪みどりの百選に選定された[4]。
- 2006年（平成18年）4月6日、日本100名城（55番）に選定された。

## 城郭

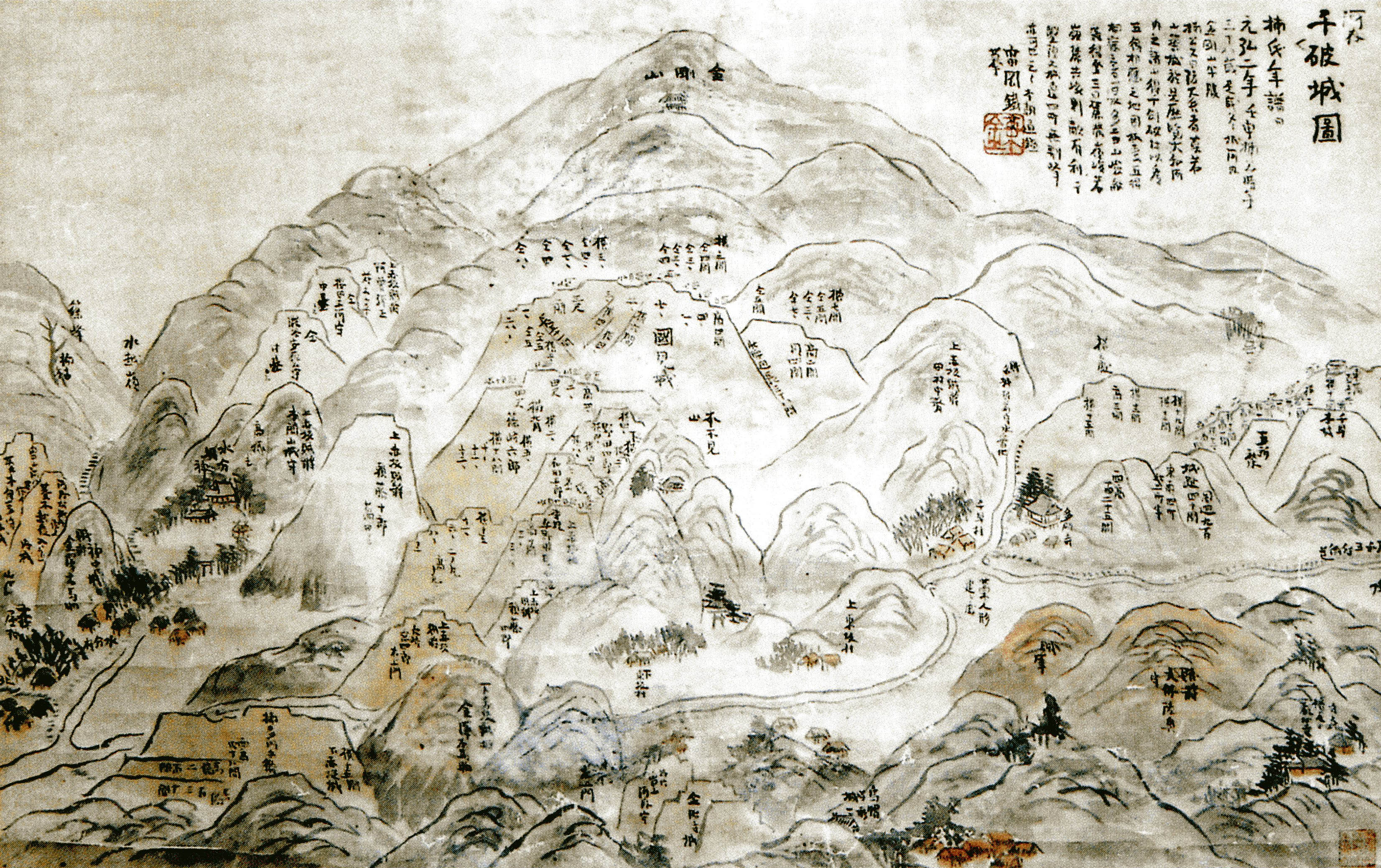
河内千破城図/湊川神社蔵

千早城は、上赤坂城と同じように背後の尾根伝いに登っていけば、金剛山に到達する点が同じで、赤坂城郭群と一体的に捉えて位置付けることも可能だが、上赤坂城のように平野部に眺望がきかず、山間に隠れた存在であり上赤坂城のような地域支配機能は有さない。
千早川の渓谷を利用し、本丸、二の丸、三の丸、四の丸、出丸（いずれも俗称）の5つの曲輪に分かれ、空堀、堀切等が設けられている。本丸は長さ約100m、幅約20mの平坦地で東方の最高所は約10mの四方の土段になって、望楼櫓跡の可能性も指摘されている。現在は石垣の壇があるが、これは近代の楠権現の跡である。本丸の東南方に二ヵ所の袖曲輪、南西方には五ヵ所の袖曲輪が存在し「茶屋ノ壇」と呼ばれており、こちらは現在「大阪府立存道館」「大阪府立山の家」が建っているため変形している。本丸より東方100mの場所には、楠木正儀の墓がある。
千早神社を祀る場所が二ノ丸で原形はかなり損なわれて、社務所一帯が三の丸と呼ばれている。四の丸は長さ約100m、幅30mの平坦地で城内で一番広い場所となっているが、公園化のため破壊されているようである。三の丸と四の丸の間の鞍部にかつて空堀があったと言われているが、参道のため埋まってしまったのか確認できない。また四の丸の西下には、武者隠し状の帯曲輪が当時の面影が残っている。千早赤阪村立赤阪小学校の東が的場と呼ばれており大手であったと言われている。
城の南には、千早谷を隔てて北山砦があり、南東には妙見谷を隔てて妙見砦があり、四周に堡塁が散在し、自然の地形を利用して連絡路があり千早城を中心に城塞群が形成されている。

## 城跡へのアクセス
電車でのアクセス
- 河内長野駅（南海高野線・近鉄長野線）

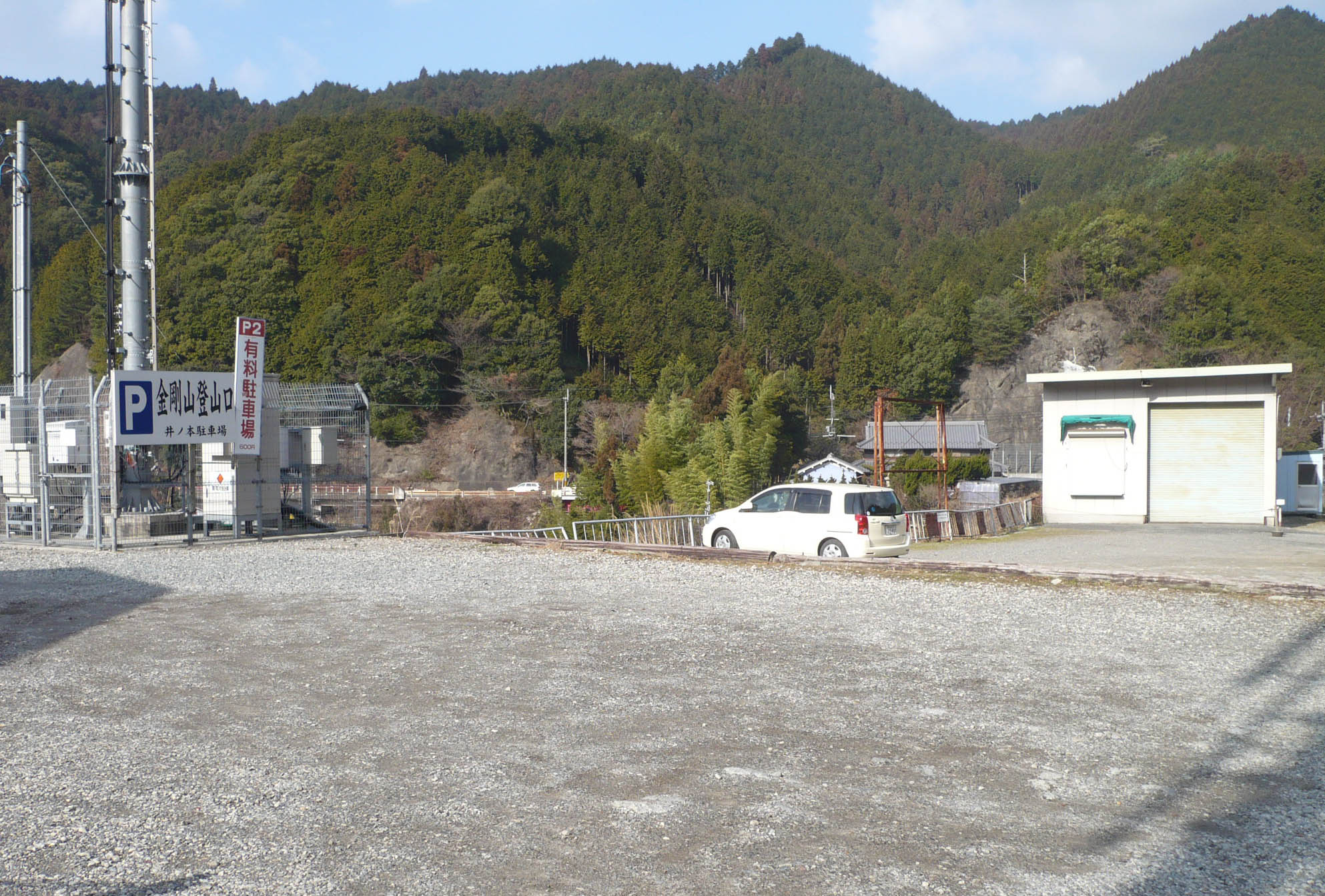
金剛登山口の有料駐車場

  - 南海バス小深線「金剛山ロープウェイ前行き（408、411系統）」　→　「金剛登山口」バス停下車
- 富田林駅（近鉄長野線）
  - 南海バス千早線（4市町村コミバス）「千早赤阪村立中学校前行」で終点にて千早赤阪村営バス「金剛登山口行き」に乗換　→　「金剛登山口」バス停下車

車でのアクセス
- 近畿自動車道　美原南IC　→　国道309号　→　大阪府道705号
  - 金剛登山口周辺に有料駐車場有り

徒歩でのアクセス
- 金剛登山口 → 徒歩約20分

## 参考画像

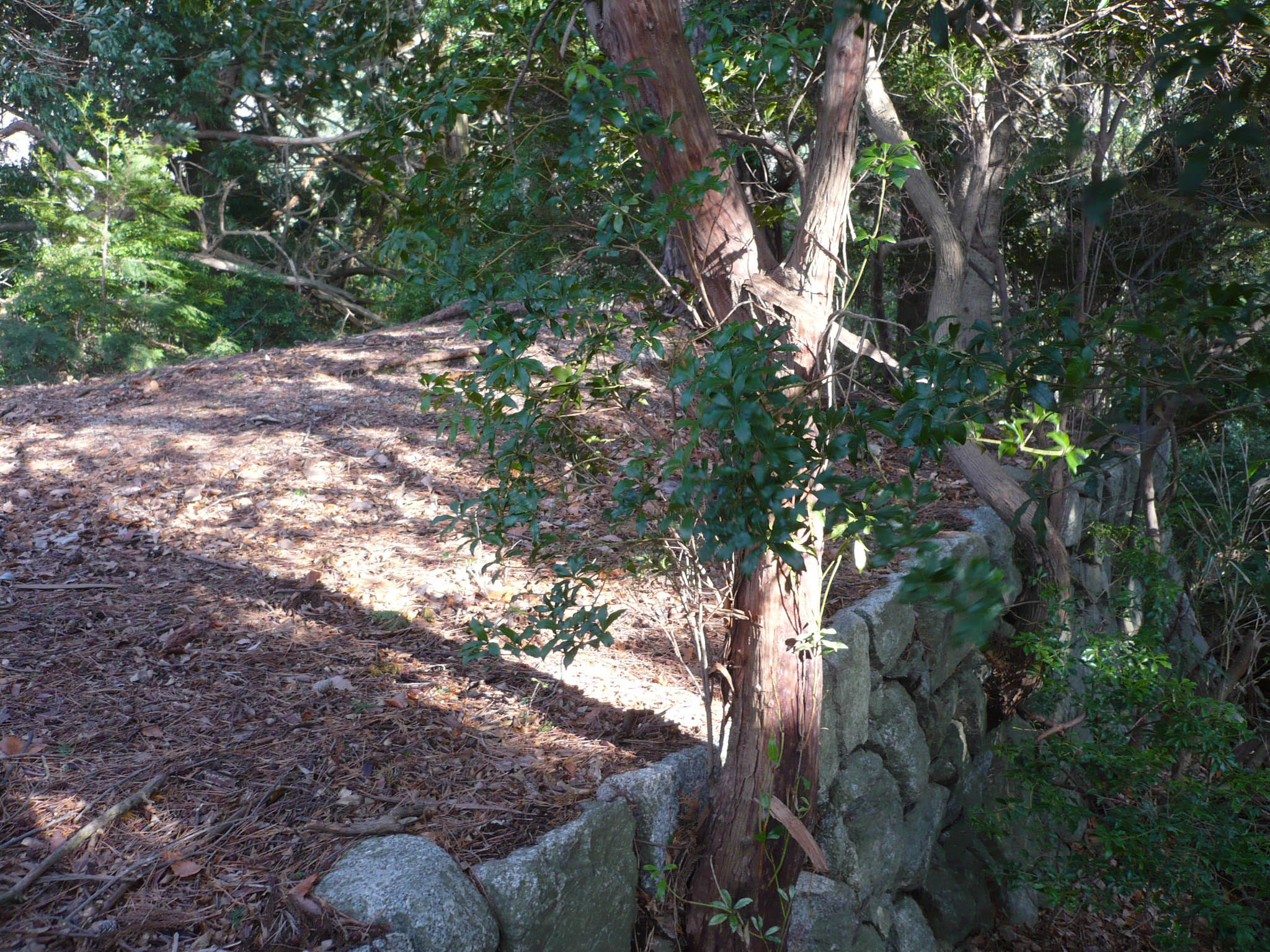
望楼櫓跡（石垣は近代）
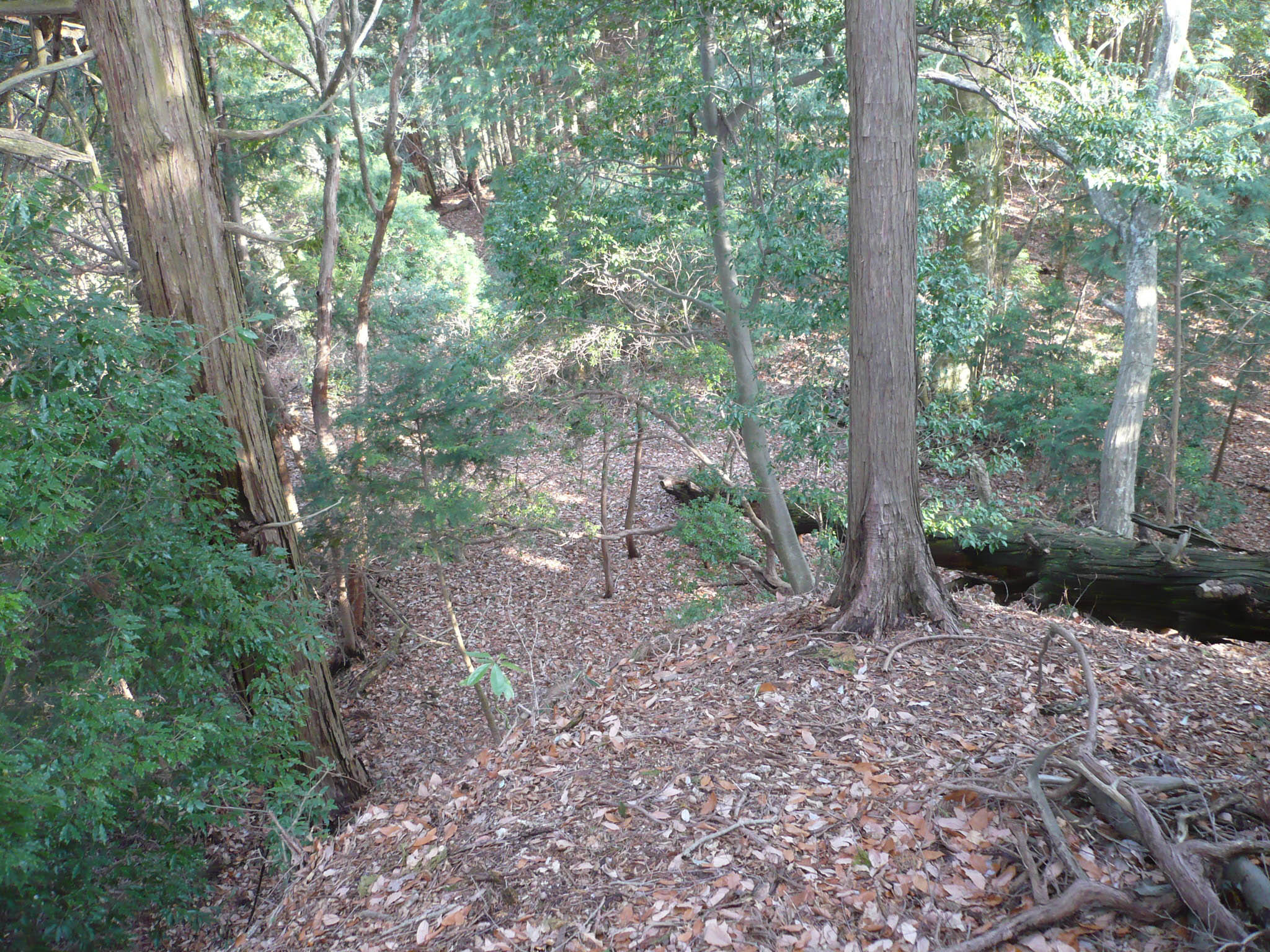
本丸跡
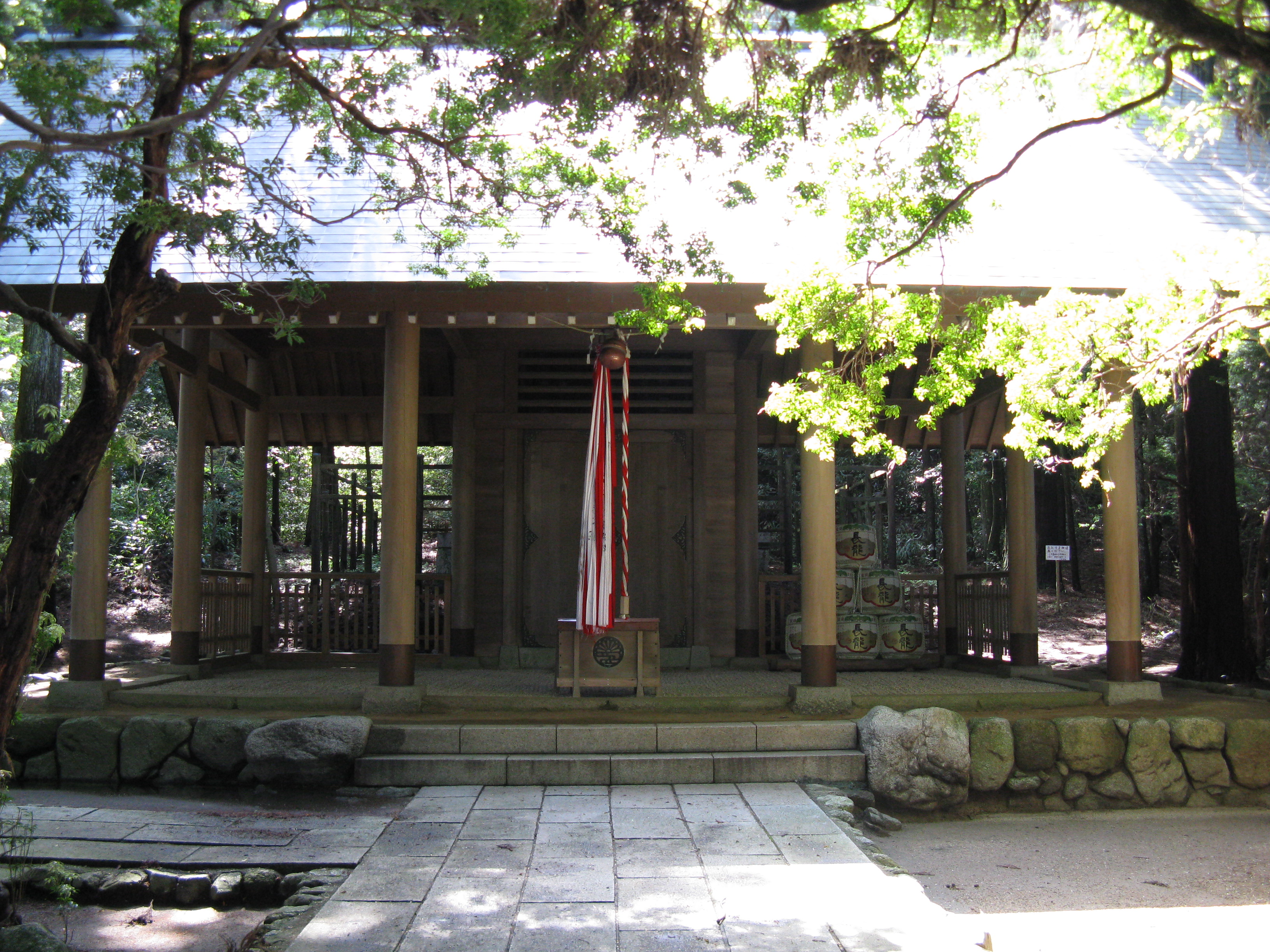
二の丸（千早神社）
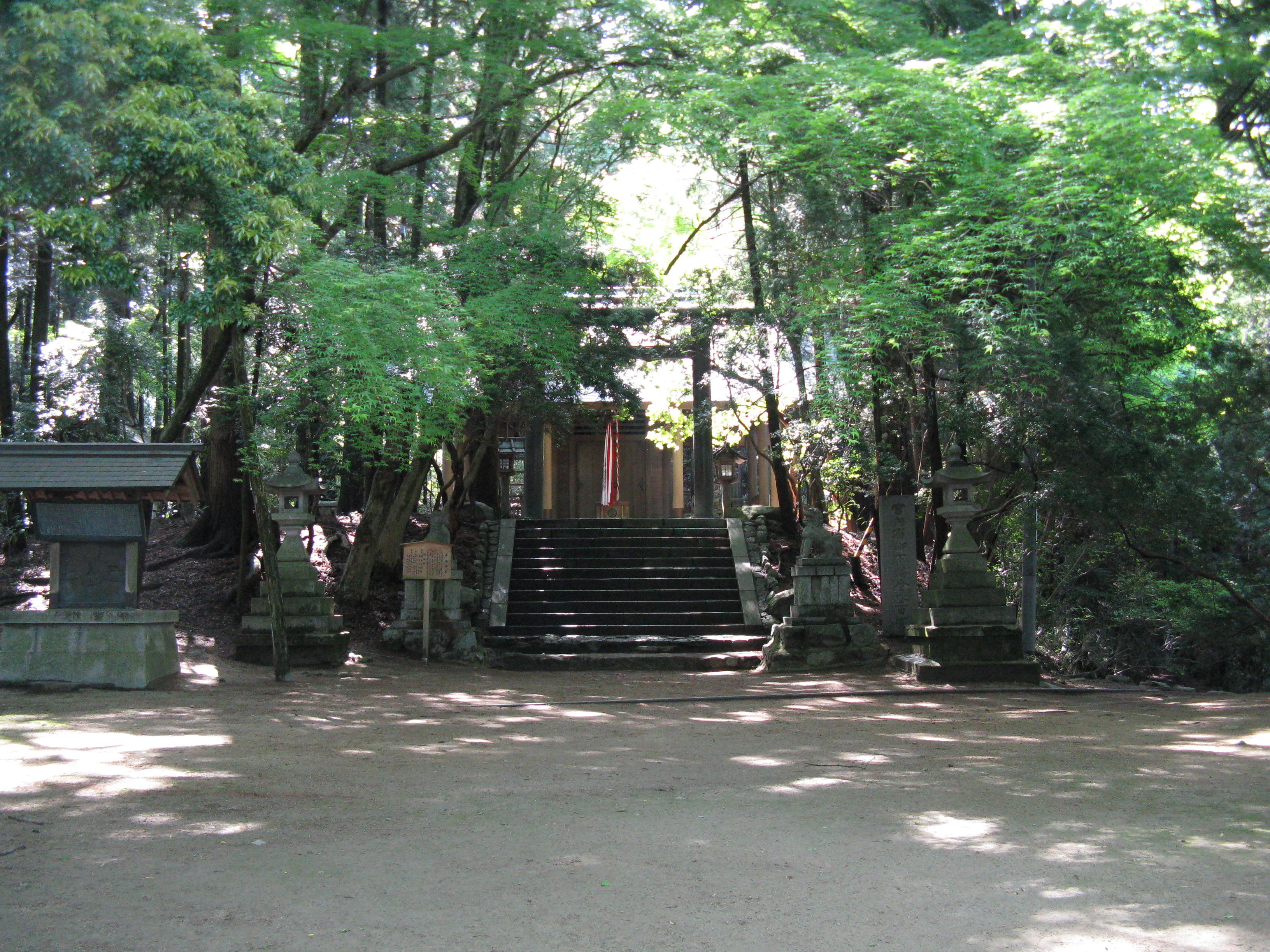
三の丸
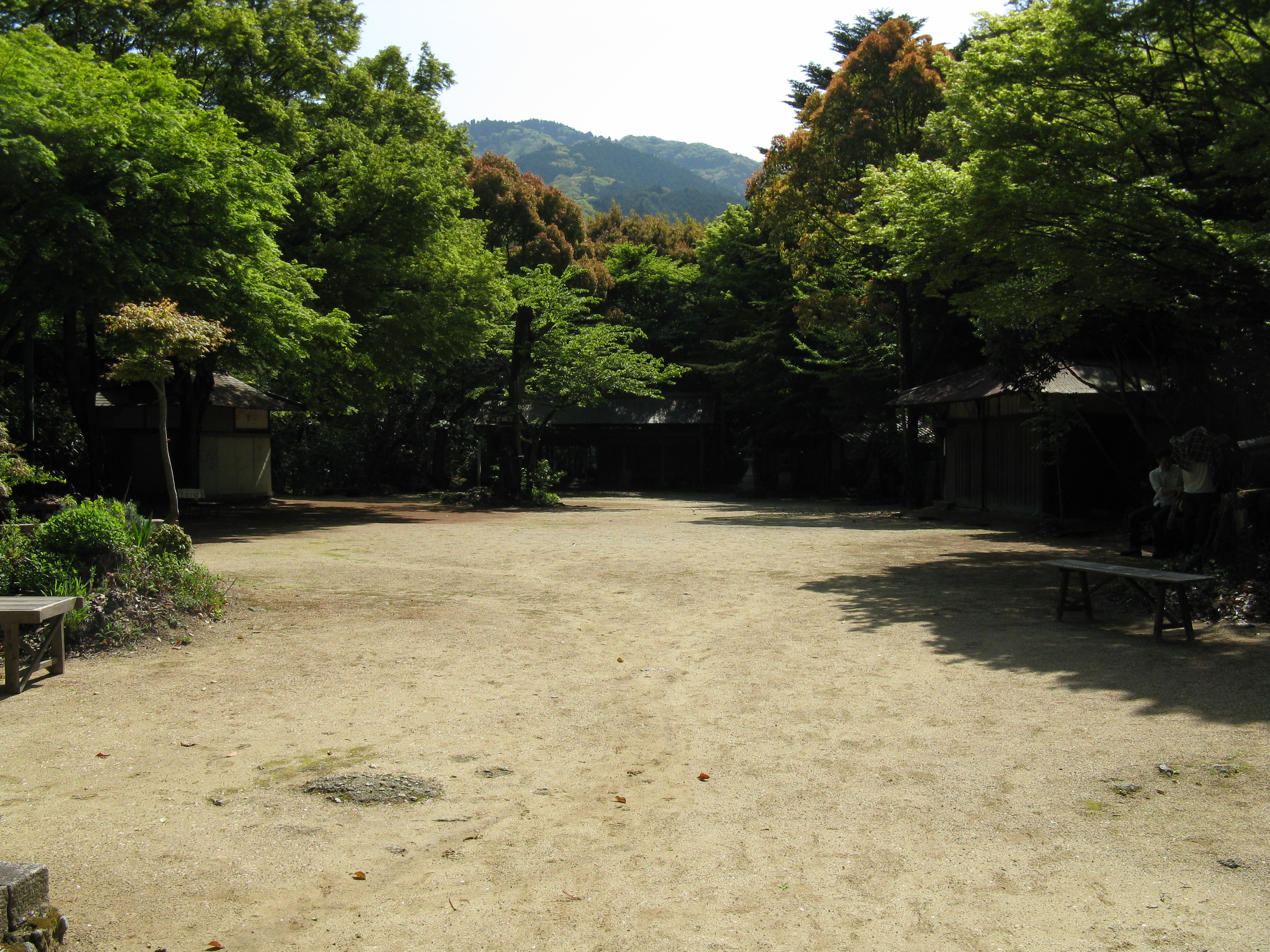
四の丸
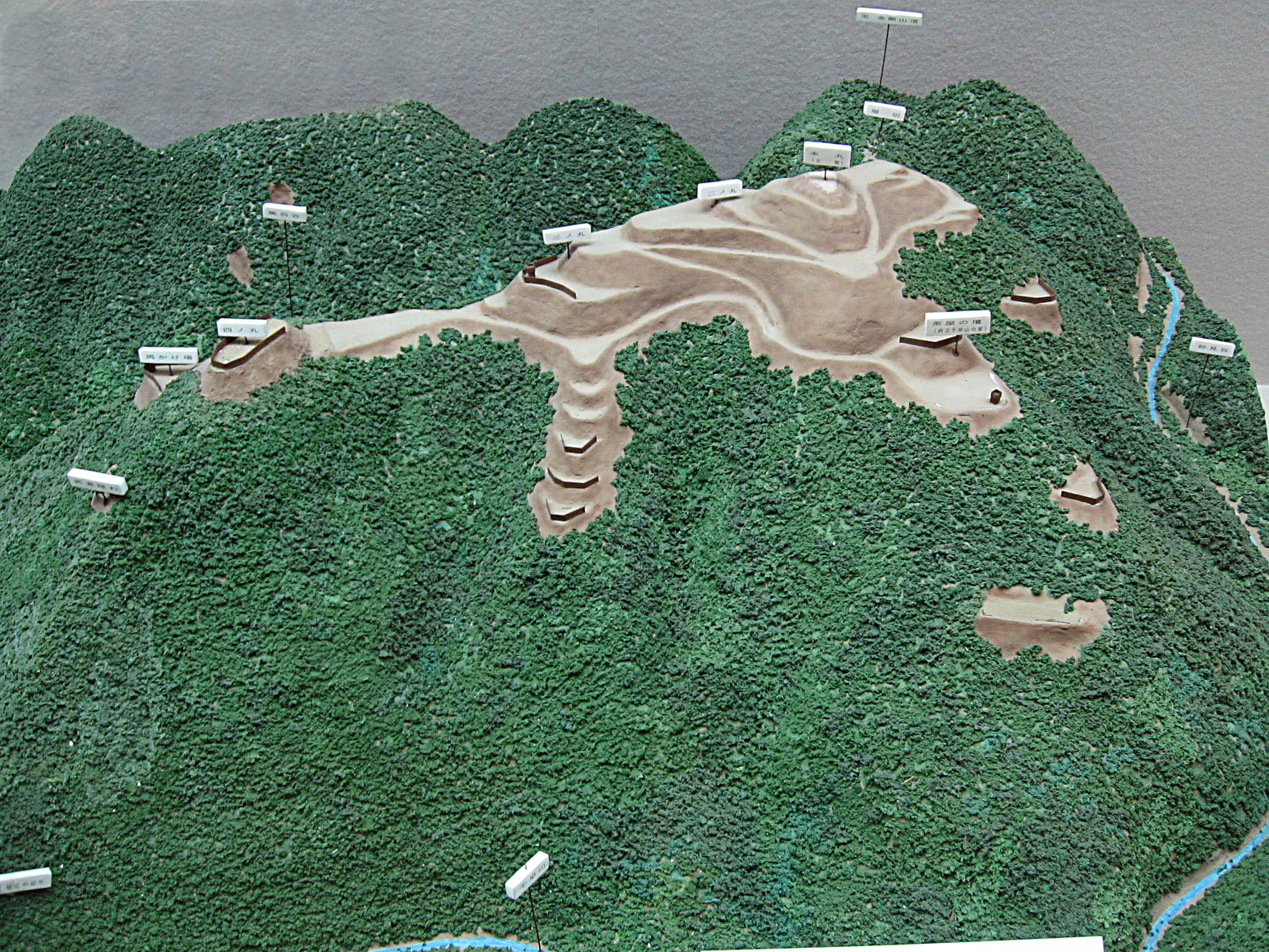
千早城復元模型/千早赤阪村立郷土資料館蔵
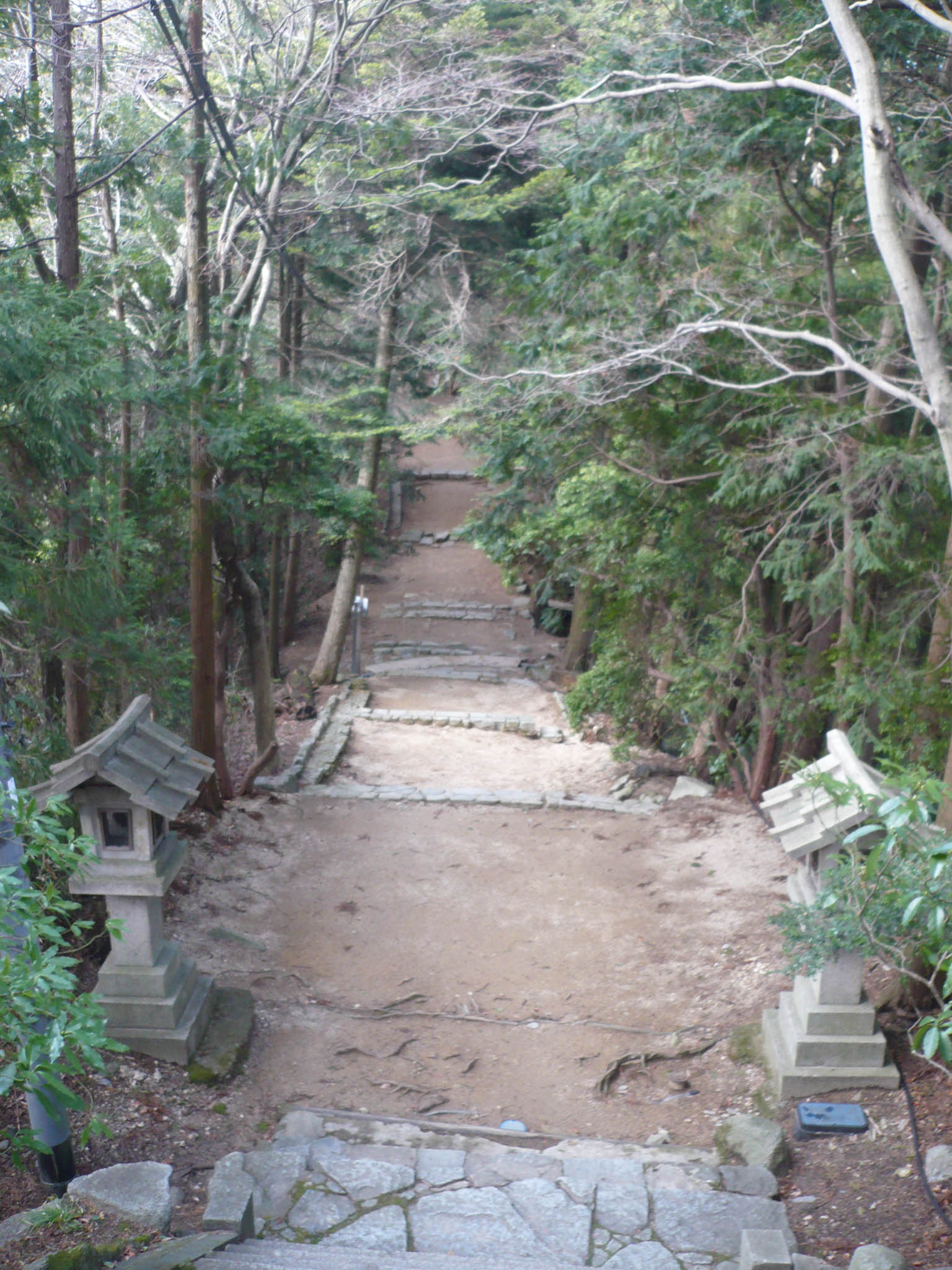
堀切があったと思われる鞍部/三の丸方向から撮影
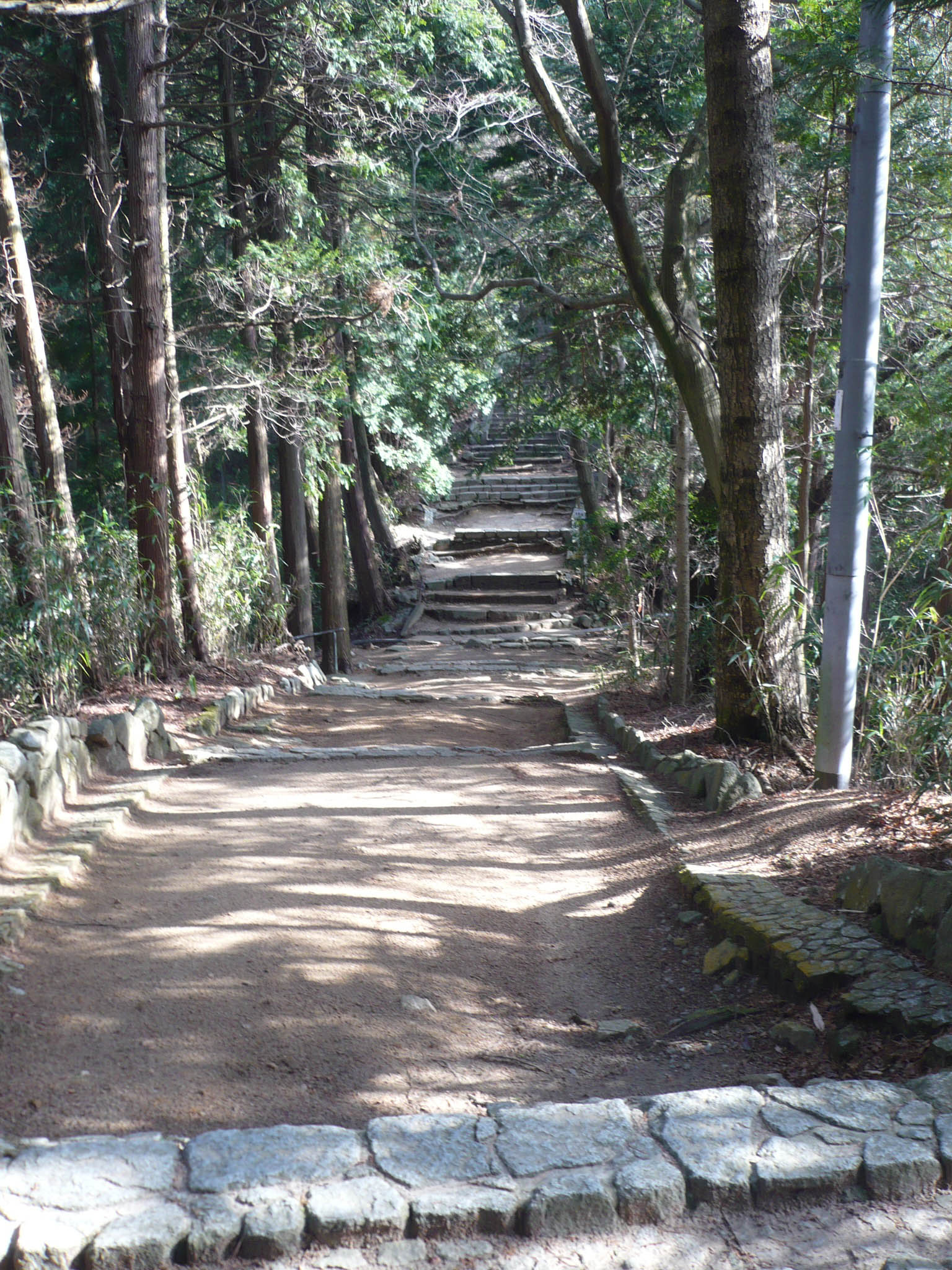
堀切があったと思われる鞍部/四の丸方向から撮影
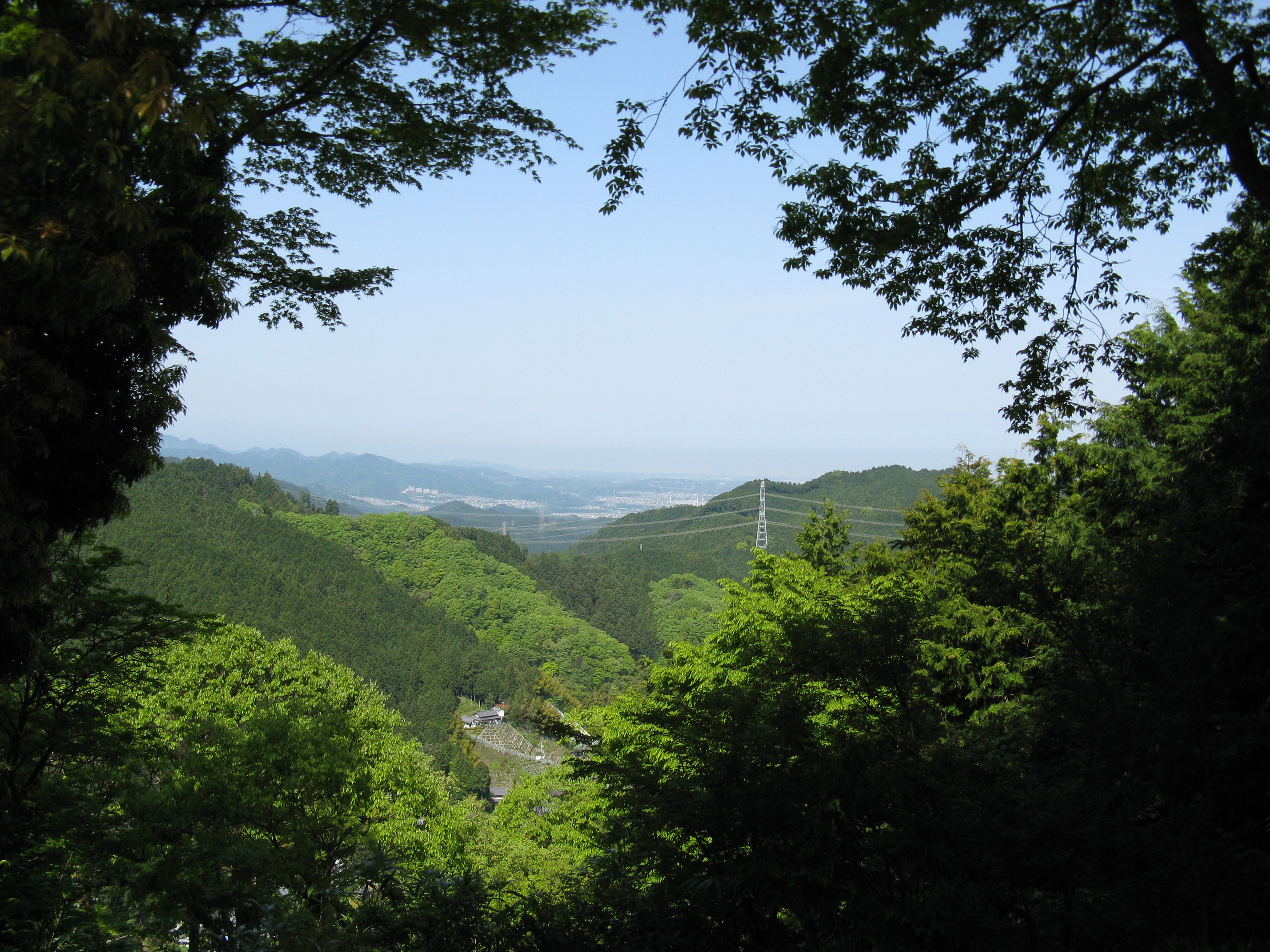
四の丸跡よりの遠景
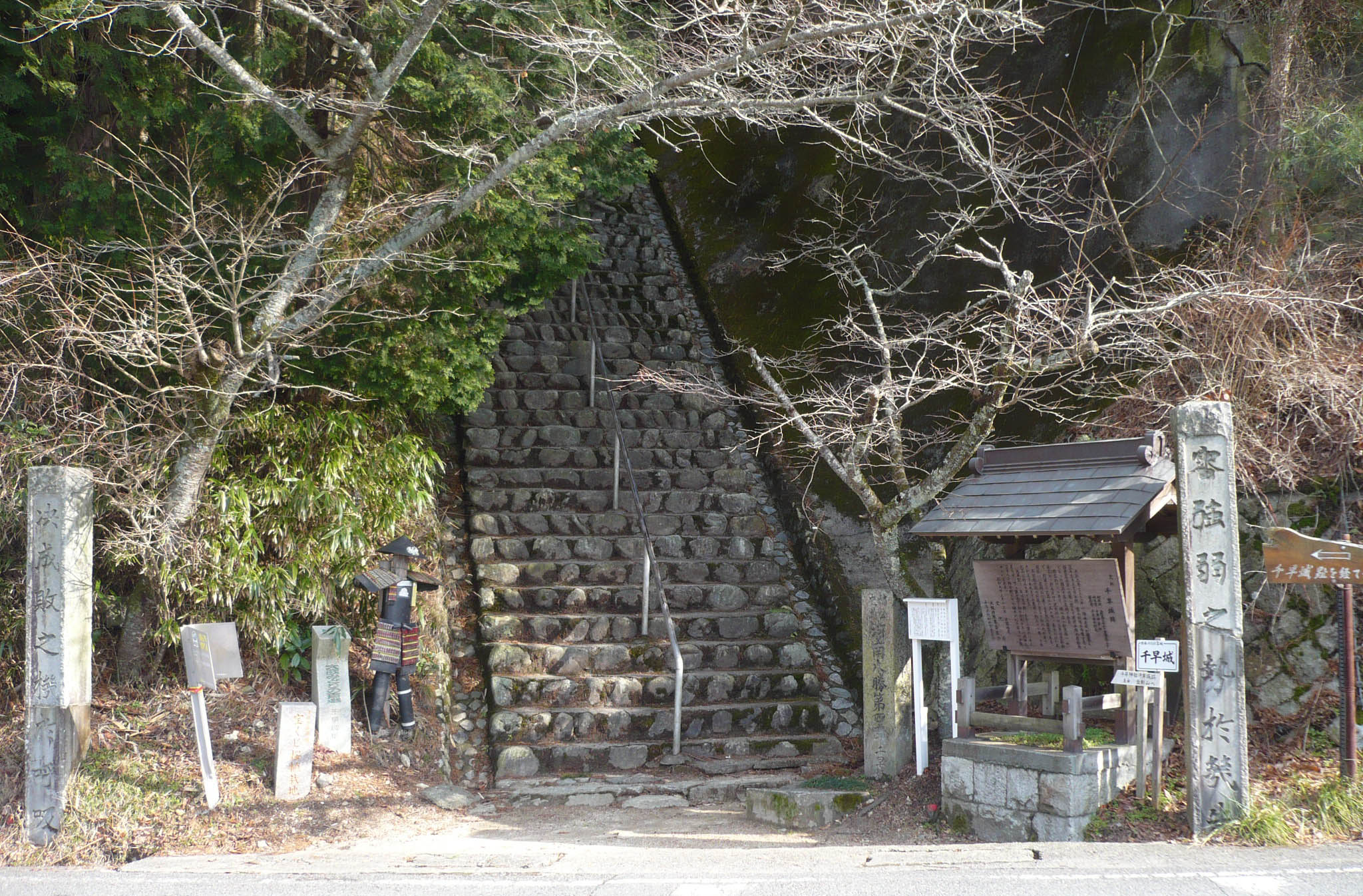
金剛山山道入り口
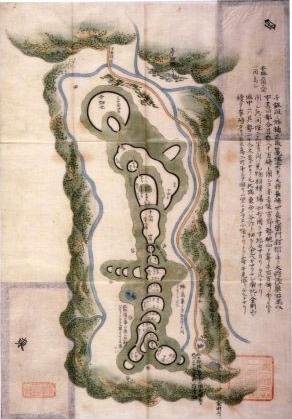
河内・千早城（浅野文庫諸国古城之図）/広島市立図書館蔵